# НХА сезон 1914—1915
НХА у сезоні 1914—1915 — 6-й регулярний чемпіонат НХА. Сезон стартував 26 грудня 1914. Закінчився 13 березня 1915. Переможцем Кубку Стенлі став клуб «Ванкувер Мілліонерс» (перша перемога).

## Підсумкова таблиця
| Команда            | І  | В  | П  | Н | ШЗ  | ШП | Очки |
| ------------------ | -- | -- | -- | - | --- | -- | ---- |
| Оттава Сенаторс    | 20 | 14 | 6  | 0 | 74  | 65 | 28   |
| Монреаль Вондерерс | 20 | 14 | 6  | 0 | 127 | 82 | 28   |
| Квебек Бульдогс    | 20 | 11 | 9  | 0 | 85  | 85 | 22   |
| Торонто            | 20 | 8  | 12 | 0 | 66  | 84 | 16   |
| Торонто Онтаріо    | 20 | 7  | 13 | 0 | 76  | 96 | 14   |
| Монреаль Канадієнс | 20 | 6  | 14 | 0 | 65  | 81 | 12   |

## Фінал Ліги
| 1                              | 10 березня | Оттава Сенаторс    | 4–0 | Монреаль Вондерерс |
| 2                              | 13 березня | Монреаль Вондерерс | 1–0 | Оттава Сенаторс    |
| Оттава Сенаторс перемогла 4–1. |            |                    |     |                    |

## Фінал Кубка Стенлі
| 1                                          | 22 березня | Ванкувер Мілліонерес | 6–2  | Оттава Сенаторс |
| 2                                          | 24 березня | Ванкувер Мілліонерес | 8–3  | Оттава Сенаторс |
| 3                                          | 26 березня | Ванкувер Мілліонерес | 12–3 | Оттава Сенаторс |
| «Ванкувер Мілліонерес» переміг у серії 3:0 |            |                      |      |                 |